# سنجاب آفتاب
سنجاب آفتاب (نام علمی: Heliosciurus) نام یک سرده از تبار سنجاب درختی آفریقایی است.

## گونه‌ها
- Gambian Sun Squirrel سنجاب آفتاب گامبیایی
- Mutable Sun Squirrel Heliosciurus mutabilis
- Small Sun Squirrel سنجاب آفتاب کوچک
- Red-legged Sun Squirrel سنجاب آفتاب پاقرمز
- Ruwenzori Sun Squirrel سنجاب آفتاب روونزوری
- Zanj Sun Squirrel سنجاب آفتاب زنگی